# Horváth Ottó (színművész)
Horváth Ottó (Budapest, 1928. június 15. – Budapest, 1983. február 22.) magyar színész.

## Életpályája
Rózsahegyi Kálmán színiiskoláját végezte el. Pályáját a Miskolci Nemzeti Színházban kezdte. 1953-tól az Állami Déryné Színház, 1978-tól 1983-ig, haláláig a Mikroszkóp Színpad tagja volt. Prózai karakterszerepekben, operettekben, zenés vígjátékokban tűnt ki.

## Fontosabb színházi szerepei
- Molière: Tartuffe... Damis

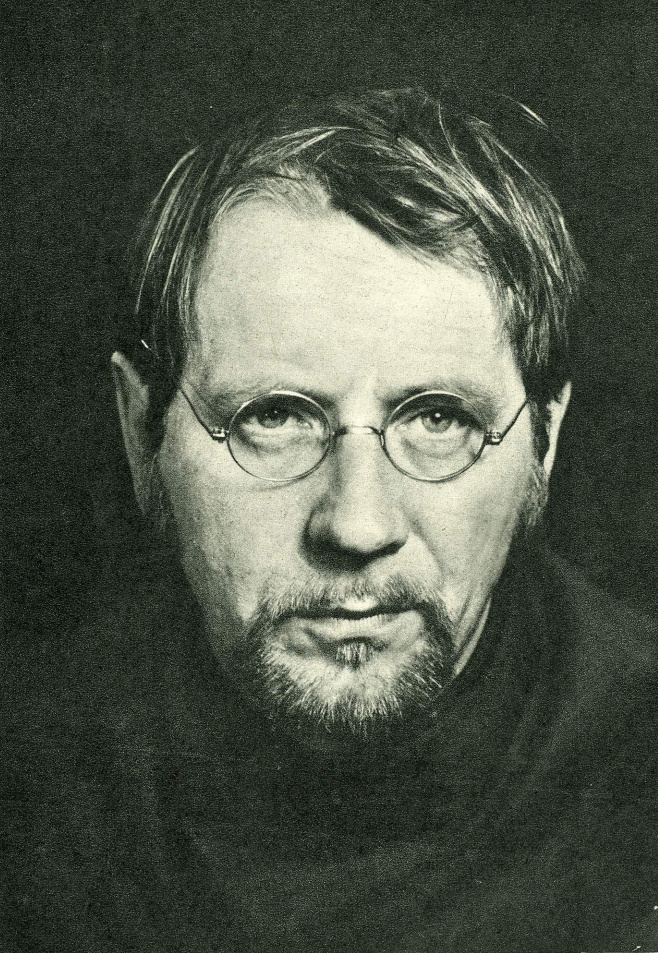
Kuligin szerepében Osztrovszkij Vihar című drámájában (Állami Déryné Színház)

- Alekszandr Nyikolajevics Osztrovszkij: Vihar... Kuligin, órásmester
- Fjodor Mihajlovics Dosztojevszkij – Láng György: Két férfi az ágy alatt... Torogov
- Mark Twain: Koldus és királyfi... Koldus
- Harriet Beecher Stowe: Tamás bátya kunyhója... Sambo
- Eldar Alekszandrovics Rjazanov – Emil Braginszkij : Ma éjjel megnősülök... Félix, Anna vőlegénye
- Wolfgang Böttcher – Ilse Nürnberg: Körbe-körbe szerelem... Hans
- Szigligeti Ede: A mama... Ugri Miska
- Jókai Mór: Telihold... Tóbiássy Menyhért, professzor
- Petőfi Sándor: A helység kalapácsa... Kántor
- Fazekas Mihály – Török Tamás: Ludas Matyi... Döbrögi
- Mikszáth Kálmán – Komlós Róbert: A becsületes Gyuri története... Majornoky
- Mikszáth Kálmán – Bondy Endre: A nagyerejű Mácsik... Mácsik István
- Mikszáth Kálmán – Bondy Endre: Az eladó birtok... Mátyás
- Molnár Ferenc: A doktor úr... Puzsér, a betörő
- Gárdonyi Géza: Egri csillagok... Mekcsey István
- Kállai István: Majd a papa... Pócsai
- Örsi Ferenc: Princ, a civil... Petneházi László, őrnagy
- Mesterházi Lajos – Boross Elemér: Két szerelem... Imre
- Ságodi József: Lakásszentelő... Benedek Pál
- Sós György: Pettyes... Bereki
- Jékely Zoltán: Mátyás király juhásza... Burkus király
- Képes Géza: Mese a halászlányról... Xavér herceg
- Babay József: Három szegény szabólegény... Pamut István
- Tóth Miklós: Kék fény... Széll Márton
- Innocent-Vincze Ernő – Kállai István – Szenes Iván: Tavaszi keringő... Gátai
- Szirmai Albert – Kristóf Károly: Tabáni legenda... Jani
- Fényes Szabolcs: Maya... Gorilla
- Huszka Jenő: Lili bárónő... Frédi
- Kálmán Imre: Csárdáskirálynő... Bóni gróf
- Jacobi Viktor: Sybill... Kormányzó
- Sármándi Pál: Peti vigyázz!... Rendőr bácsi
- Sármándi Pál: Szervusz, Peti!... Kupak

## Filmek, tv
- Gyula vitéz télen-nyáron (1970)
- Rózsa Sándor (1971)
- Férfiak mesélik (1972)
- Sólyom a sasfészekben (sorozat)

- A találkozó című rész (1974)
- A disszertáció című rész (1974)
- Volt egyszer egy színház (1978)
- Fogjuk meg és vigyétek! (1979)
- Angliai II. Edward élete (1979)
- Háromszoros halál (1979)
- Fekete rózsa (1981)
- A piac (1983)